# Nicolas Martin-Ville
Nicolas Martin-Ville est un acteur français du XVIe siècle. C'est le premier farceur professionnel français. En 1558, il appartenait à la troupe de Lepardonneur à Rouen.